# Faculdade de Direito de Alfenas
A Faculdade de Direito de Alfenas foi uma instituição de ensino superior de Alfenas. 
Fundada em 2 de junho de 1933 em Alfenas por João Leão de Faria, fechou em 1936.
Apesar de ter dotado a Faculdade de Direito com completa infraestrutura, este empreendimento não teve sucesso, devido às intervenções políticas do Estado Novo, do qual João Leão de Faria era opositor.